# Антична библиотека (Пловдив)
Библиотеката на Филипопол е една от обществените сгради, оформящи северната част на римския форум в Пловдив. Разположена е непосредствено до Одеона. В план сградата е с правоъгълни очертания и с приблизителни размери 15 м дължина и 20 м ширина. Библиотеката е служела за съхранение на ръкописи и свитъци, както и като място за образование, литературни четения, публични дискусии и речи. Филипопол е бил един от малкото градове, в които е имало библиотеки още през античността.

## Местоположение
Библиотеката на Филипопол е разположена на ул. „Ген. Гурко“, в североизточния ъгъл на Форума (Агората) на града, непосредствено до Одеона и другите административни сгради. В близост до нея е централната пешеходна улица на Пловдив и сградата на централна поща.

## Библиотеката
Интерес представлява оформянето на стените на библиотеката в интериор. Сградата е била изградена от тухлената зидария (от римски тухли), която позволява оформянето на ниши от вътрешната ѝ страна. Предполага се, че в тези ниши са били разположени дървени шкафове, в които са се съхранявали свитъците. Подът на Библиотеката е бил с настилка от мраморни плочи.
Библиотеката е разполагала със система за по-добра циркулация на въздуха във вътрешното пространство, тъй като влагата нарушава структурата на писаните текстове, които по това време са били изпълнени най-вече върху папирус. В дебелината на зиданите стени, ограждащи библиотеката, са вградени вертикални глинени тръби, които в долния си край се включват в канал, отвеждащ към канализацията на Форума.

## Консервация и реставрация
Библиотеката е разкрита през 80-те години на ХХ век при разкопките в централната чат на Пловдив, когато е проучена северната част на Форума на Филипопол.